# 紀尾井町
紀尾井町（日语：／ Kioichō */?）是東京都千代田區的町名。2015年2月1日止人口為321人。郵遞區號102-0094。

## 地理
位於東京都千代田區西部，鄰港區（赤坂、元赤坂）、新宿區（四谷）。
紀尾井町東臨平河町，南接永田町，北通麴町。現在以大學、商業區為主，町內有住商混合大樓紀尾井町大廈（紀尾井町ビル）與東京新大谷飯店、東京Garden Terrace紀尾井町等大樓。
坂名
- 紀尾井坂（日语：紀尾井坂）
- 清水谷坂

## 歷史
江戶時代初期，此地周遭為大名屋敷。1856年（安政3年）的繪圖中可見紀伊和歌山藩德川家上屋敷、尾張名古屋藩德川家中屋敷、近江彦根藩井伊家中屋敷。此外，紀尾井坂往南至辨慶橋的低地因有清水湧出而稱「清水谷」。
明治以後此地陸續設立政府用地、北白川宮邸（今Garden Terrace紀尾井町）與伏見宮邸（今新大谷飯店）、行政裁判所（今城西大學）、尾張德川邸（今上智大學）等。1874年（明治7年），岩倉具視在赤坂喰違附近遭到襲擊。1878年（明治11年），當時的內務卿大久保利通在清水谷前的道路遭到暗殺。事後，現場附近設立大久保利通哀悼碑，後改建為清水谷公園。
過去屬番町和山之手地區的一部分，為一處綠意盎然且優雅的住宅區。自1975年以來，辦公大樓陸續進駐，飯店群、餐廳、上智大學的擴大、企業本社大樓與演唱會場地、議員宿舍等形成今日的樣貌。

### 地名由來
地名來自於這此地建設中屋敷的紀州德川家、尾張德川家、彦根井伊家三家的合稱。
紀州德川家的中屋敷舊址為現在的Garden Terrace紀尾井町、清水谷公園附近，尾張德川家的中屋敷舊址為現在的上智大學附近，井伊家的中屋敷舊址為現在的東京新大谷飯店附近。

### 沿革
- 1872年（明治5年）：成立麴町紀尾井町。
- 1878年（明治11年）：劃入麴町區。
- 1911年（明治44年）：町名變更為紀尾井町。
- 1934年（昭和9年）：北側一部分編入麴町五丁目、麴町六丁目。

## 交通
鐵路
- 東京地下鐵 永田町站（○有樂町線、○半鐵門線、○南北線） - 設有出入口。（所在地：永田町）

巴士
- 都營巴士橋63 平河町二丁目（小瀧橋車庫前方向） - 新橋站前方向設於平河町。

道路
- 國道246號（青山通）

首都高速道路、出入口
- 首都高速4號新宿線

## 設施
教育
- 城西國際大學東京紀尾井町校區
- 上智大學
- 明治藥科大學剛堂會館
- 紀尾井音樂廳（日语：紀尾井ホール）
- 千代田放送會館

公園
- 清水谷公園（日语：清水谷公園）－接近大久保利通遭暗殺處，公園内有大久保利通哀悼碑。

企業
- 日本海事協會
- 文藝春秋本社
- 日本民間放送聯盟－文藝春秋本社大樓内
- 好侍食品東京本社
- iMobile（日语：アイ・モバイル）－紀尾井町公園大廈内
- 株式會社永旺Forest（イオンフォレスト）－英國化妝品専門店「美體小舖」的日本國内經銷商。紀尾井町公園大廈内
- Z控股、Yahoo! Japan－紀尾井町公園大廈内

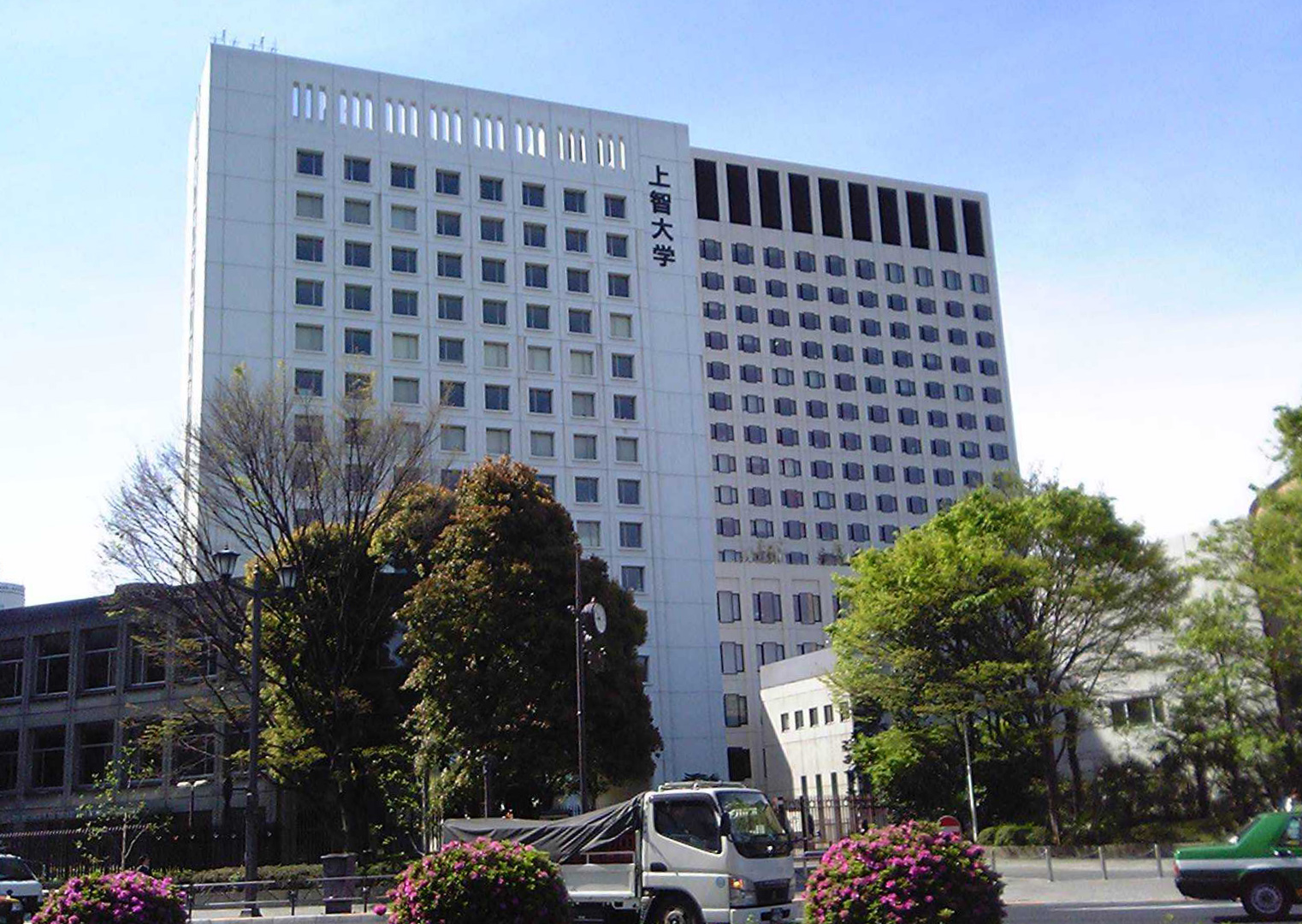
上智大學
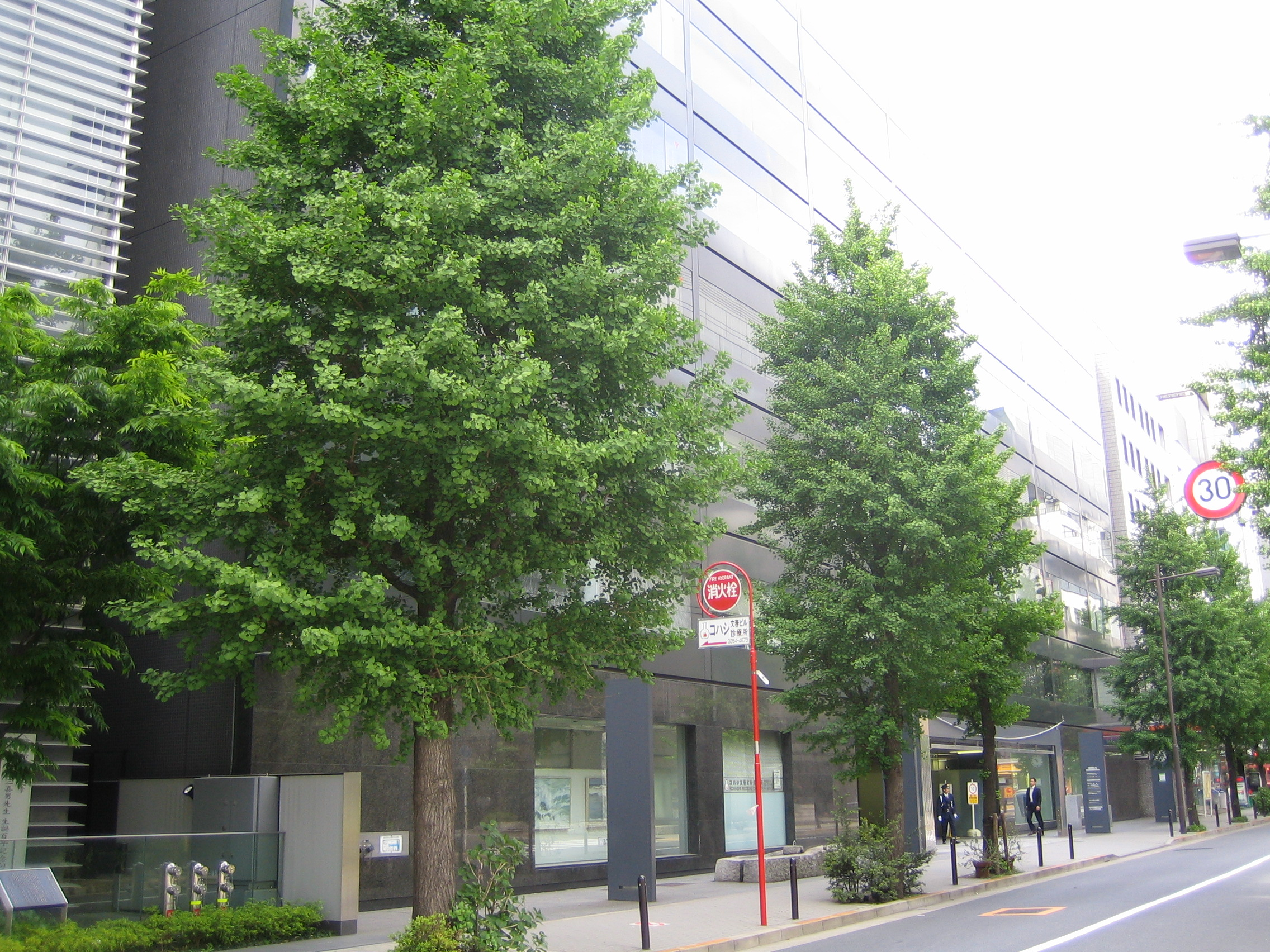
文藝春秋新館
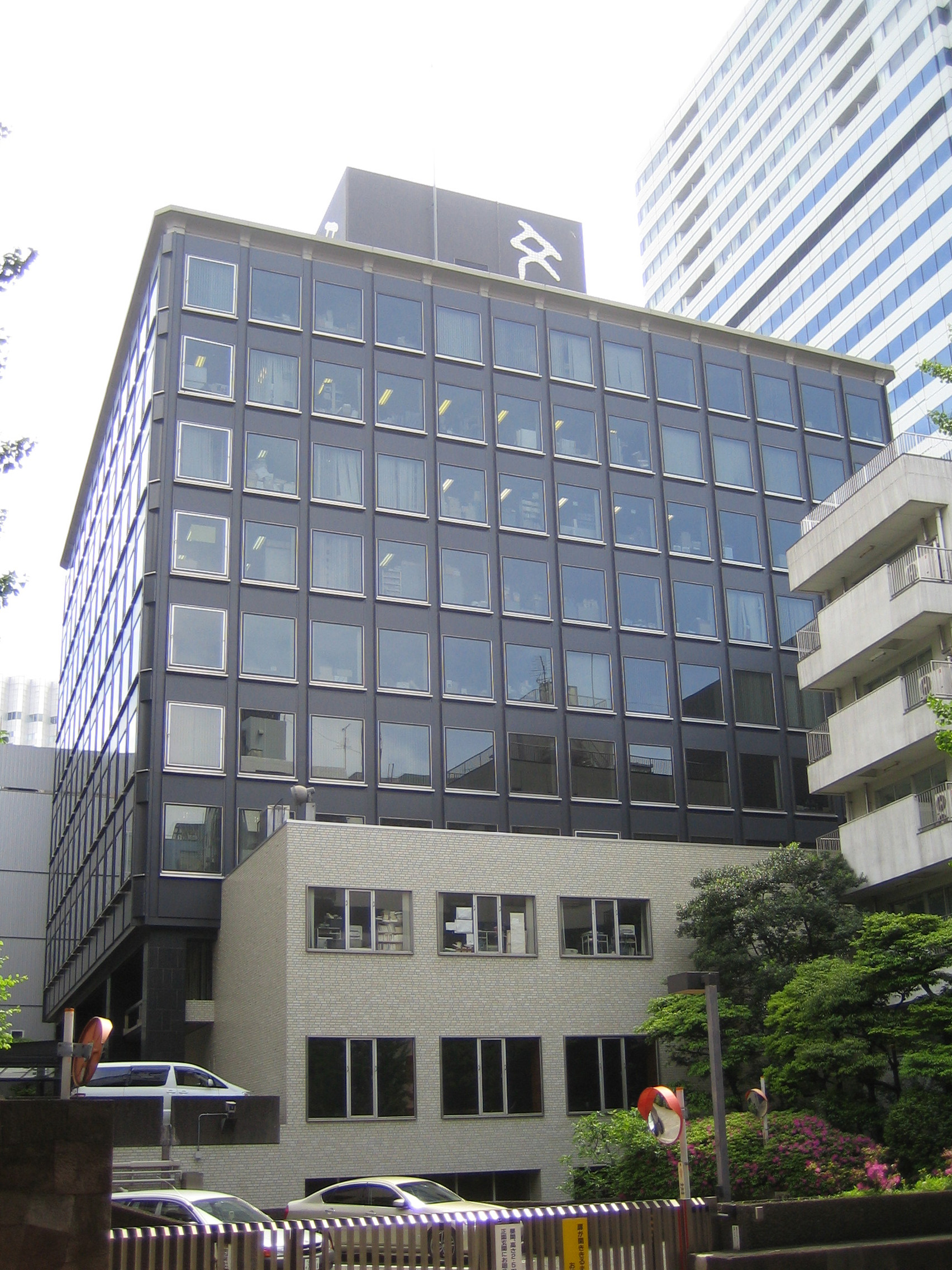
文藝春秋本館

## 觀光
名勝、飯店等
- 東京新大谷飯店
- 東京Garden Terrace紀尾井町
  - 王子畫廊東京紀尾井町酒店
  - 赤坂 Prince Classic House（原李王家邸）

古蹟
- 赤坂見附古蹟

## 備註
1. ↑  .   [2015-02-22]. （原始内容存档于2015-02-22）.
2. ↑  .   [2013-08-02]. （原始内容存档于2013-11-10）.